# Chiles (vulcão)
O vulcão Chiles é um estratovulcão dos Andes na fronteira entre a Colômbia e o Equador a 4698 metros de altitude.